# Brachyphymus siloana
Brachyphymus siloana är en insektsart som beskrevs av Willemse, L.P.M. 1994. Brachyphymus siloana ingår i släktet Brachyphymus och familjen gräshoppor. Inga underarter finns listade i Catalogue of Life.